# Drets del col·lectiu LGBT a Mauritània

Aquest és un article sobre els drets LGBT a Mauritània. Les persones lesbianes, gais, bisexuals i transsexuals a Mauritània han d'afrontar reptes legals que no experimenten els residents no LGBT. Tant l'activitat sexual masculina com femenina entre persones del mateix sexe és il·legal a Mauritània. Els homes musulmans que tenen relacions sexuals amb homes s'enfronten a la lapidació fins a la mort, mentre que les dones que tenen relacions sexuals amb dones s'enfronten a la presó.

## Aspectes legals
La xària s'aplica a Mauritània. Segons una traducció no oficial de l'article 308 del Codi Penal de 1983, "qualsevol home musulmà adult que cometi un acte impúdic o antinatural amb un individu del seu mateix sexe s'enfrontarà a la pena de mort per lapidació pública." El text oficial de l'article 308 en francès diu: "Tout musulman majeur qui aura commis un acte impudique ou contre nature avec un individu de son sexe ser puni de peine de mort par lapidation publique".

## Aspectes socials
L'informe de 2011 del Departament d'Estat dels Estats Units sobre drets humans informava que "no hi ha hagut processaments penals durant l'any. No hi hagut evidència de violència social, discriminació social o discriminació governamental sistemàtica basada en l'orientació sexual. No hi ha hagut organitzacions que lluitessin per l'orientació sexual o els drets d'identitat de gènere, però no hi ha impediments legals per al funcionament d'aquests grups".

## Taula resum
| Activitat sexual legal amb el mateix sexe                     | (Pena: execució) |
| Mateixa edat de consentiment                                  | No               |
| Lleis antidiscriminació a la feina                            | No               |
| Lleis antidiscriminació en la prestació de béns i serveis     | No               |
| Matrimoni del mateix sexe                                     | No               |
| Lleis antidiscriminació en el discurs de l'odi i la violència | No               |
| Reconeixement de les parelles del mateix sexe                 | No               |
| Adopció de fills per parelles del mateix sexe                 | No               |
| Adopció conjunta per parelles del mateix sexe                 | No               |
| Prestació de servei militar per gais i lesbianes              | No               |
| Dret legal a canviar de gènere                                | No               |
| Accés a la fecundació in vitro per lesbianes                  | No               |
| Subrogació comercial per a parelles d'homes homosexuals       | No               |
| Permís per donar sang als MSM (gais)                          | No               |